# Thiniba Samoura
Thiniba Samoura (* 11. Februar 2004 in Paris) ist eine französische Fußballspielerin. Die gleichermaßen in der Abwehr wie im Mittelfeld einsetzbare Aktive steht aktuell beim Paris Saint-Germain FC unter Vertrag und spielt auch für die Nationalelf Frankreichs.

## Vereinskarriere
Thiniba Samoura begann als Elfjährige bei einem Amateurclub aus Thiais, an der südöstlichen Peripherie der Hauptstadt gelegen, mit dem Vereinsfußball. Mit 15 wechselte sie in das Nachwuchszentrum des Paris FC, bei dessen Jugendmannschaften (U-17, U-19) sie überwiegend im defensiven Mittelfeld zum Einsatz kam. Im November 2021 verhalf Sandrine Soubeyrand, die Cheftrainerin der ersten Elf des PFC, Samoura gegen den FCO Dijon zu ihrem ersten Kurzeinsatz in Frankreichs höchster Liga. In dieser Saison wurde sie noch bei vier weiteren Punktspielen sowie im Viertelfinale des Landespokals gegen den FC Fleury eingewechselt. Im Jahr darauf gelang ihr aber kein Durchbruch, sie bestritt sogar nur vier Ligapartien und weiterhin keine davon in der Startelf.
In der sommerlichen Transferperiode 2023 unterschrieb sie ihren ersten Profivertrag mit dreijähriger Laufzeit beim Lokalrivalen Paris Saint-Germain FC, und dort wurde sie sehr schnell zur Stammspielerin, wobei sie, bedingt durch eine langwierige Verletzung von Paulina Dudek und ungeachtet ihrer relativ geringen Körpergröße von 1,72 Metern, bevorzugt in der zentralen Defensivkette zum Einsatz kam. In ihren ersten beiden Saisons bei PSG brachte Thiniba Samoura es, meist an der Seite der Nationalspielerinnen Griedge Mbock Bathy und Élisa De Almeida, auf 31 Erstliga-, sieben Pokal- und neun Europapokaleinsätze, wurde jeweils französische Vizemeisterin. 2024 stand sie bis zu ihrer gelb-roten Karte in der 66. Minute während des Finales um die Coupe de France auf dem Platz, gewann dabei ihren ersten Titel im Erwachsenenbereich und wurde zwei Monate später auch selbst zur A-Nationalspielerin (siehe unten).
Der ehemalige Nationaltrainer Hervé Renard beschrieb ihre Qualitäten 2024 mit den Worten, Thiniba Samoura besitze „ein Gespür dafür, Spielsituationen zu antizipieren, eine beeindruckend hohe Schnelligkeit [… und sei] in Zweikämpfen schwer zu bezwingen“.

### Stationen
- FC Thiais (2015–2019)
- Paris FC (2019–2023)
- Paris Saint-Germain FC (seit 2023)

## Nationalspielerin
Thiniba Samoura hat die Jahrgangs-Nationalauswahlen Frankreichs durchlaufen. 2020, in ihrer Zeit beim Paris FC, bestritt sie drei Länderspiele mit der B-Jugend-Elf, bei der A-Jugend von 2021 bis 2023 19 Begegnungen, in denen sie auch einen Treffer erzielte und mit der sie bei der U-19-Europameisterschaft 2023 in Belgien ihren deutschen Altersgenossinnen im Halbfinale knapp unterlag. Dennoch wurde Samoura – wie auch ihre Mitspielerin Louna Ribadeira – in die „Mannschaft des Turniers“ aufgenommen.
Schon im Sommer 2022 hatte die damals erst 18-Jährige zudem in acht Spielen den Nationaldress der U-20 getragen, davon bei vier Begegnungen während der Weltmeisterschaft in Costa Rica, die für die Französinnen im Viertelfinale endete. Schließlich ist Thiniba Samoura im Herbst 2023 auch noch viermal für die U-23 ihres Landes aufgelaufen.
Mit der französischen A-Nationalelf hat sie bisher neun Länderspiele zu Buche stehen, achtmal davon in der Startformation. Ein Torerfolg ist ihr in diesem Kreis noch nicht gelungen (Stand: 13. Juli 2025). Sie debütierte noch unter Nationaltrainer Hervé Renard im Juli 2024 bei einer 1:3-Niederlage in Cork gegen Irland. Renards Nachfolger Laurent Bonadei setzte Thiniba Samoura weiterhin ein und nahm sie 2025 auch in sein Aufgebot für die Europameisterschaft in der Schweiz auf.

## Palmarès
- Französische Pokalsiegerin: 2024

## Nachweise und Anmerkungen
1. ↑  Portrait: Qui est Thiniba Samoura, la nouvelle pépite de l’équipe de France féminine de football vom 14. Februar 2024 bei 90min.com
2. ↑  siehe das Spieldatenblatt der Partie in Dijon am 20. November 2021 bei footofeminin.fr
3. ↑  Thiniba Samoura signs her first professional contract with Paris Saint-Germain vom 18. August 2023 bei psg.fr
4. ↑  „Elle a un sens de l’anticipation et une vitesse de course impressionnante. […] Dans les duels, elle est difficilement passable“; Zitat aus Portrait: Qui est Thiniba Samoura, la nouvelle pépite de l’équipe de France féminine de football vom 14. Februar 2024 bei 90min.com
5. ↑  Die statistischen Angaben zu ihren internationalen Einsätzen entstammen Samouras unter Weblinks angegebenen Datenblatt von der Site des Landesverbands FFF.
6. ↑  2023 Women's Under-19 EURO Team of the Tournament vom 4. August 2023 bei uefa.com

| Personendaten    | Personendaten                 |
| ---------------- | ----------------------------- |
| NAME             | Samoura, Thiniba              |
| KURZBESCHREIBUNG | französische Fußballspielerin |
| GEBURTSDATUM     | 11. Februar 2004              |
| GEBURTSORT       | Paris, Frankreich             |